# آلدو آنزوینی
آلدو آنزوینی (انگلیسی: Aldo Anzuini؛ زادهٔ ۲۴ آوریل ۱۹۴۷) بازیکن فوتبال اهل ایتالیا است.
از باشگاه‌هایی که در آن بازی کرده‌است می‌توان به باشگاه فوتبال ویچنزا و باشگاه ورزشی لاتزیو اشاره کرد.